# Клапан легеневого стовбура
Клапан легеневого стовбура — це півмісяцевий клапан серця, що знаходиться між правим шлуночком і легеневим стовбуром, куди виштовхується кров під час систоли. Функцією клапана легеневого стовбура є запобігання зворотному кровоплину під час діастоли шлуночків.
Складається із трьох стулок волокнистої тканини, прикріплених до стінок серця, ці стулки мають форму, що нагадує серпок молодого місяця (звідси назва півмісяцевий клапан). Клапан легеневого стовбура закривається/відкривається під впливом зміни тиску по дві його сторони: під час скорочення шлуночків тиск крові у них стає більшим, ніж у легеневому стовбурі, внаслідок чого стулки клапана притискаються до стінок артерії і пропускають кров. По завершенню систоли шлуночків кров рине назад у серце, заповнює кишенькоподібні стулки клапана легеневого стовбура, внаслідок чого клапан закривається.

## Вади клапана легеневого стовбура
Гостра недостатність клапана легеневої артерії може виникнути при інфекційному ендокардиті. Однак частіше зустрічається відносна недостатність на тлі легеневої гіпертензії та дилатації підстави легеневої артерії. Непоодинокі випадки вродженої вади.
Стеноз клапана легеневої артерії, як правило, вроджений. Причиною набутої вади можуть бути масивні вегетації при інфекційному ендокардиті, а також карциноїдний синдром.
Гостра недостатність клапана легеневої артерії проявляється об'ємним перевантаженням правого шлуночка і гострою недостатністю по великому колу кровообігу.
Аускультативно при недостатності вислуховується короткий діастолічний шум в другому, третьому міжребер'ї зліва від грудини, який поширюється вгору до середньої третини ключиці, варто відразу за II тоном, зливаючись з ним. Тони серця можуть бути незмінними.
Перебіг хронічної недостатності клапана легеневої артерії — при відсутності легеневої гіпертензії зазвичай безсимптомне. При її наявності створюються умови для перевантаження і дилатації правого шлуночка з розвитком явищ застою у великому колі кровообігу.
Пацієнтів зі стенозом клапана легеневої артерії на ранніх стадіях турбують стомлюваність, непритомність, згодом розвиваються симптоми правошлуночкової недостатності.
Основною аускультативною ознакою стенозу гирла легеневого стовбура є грубий тривалий систолічний шум з максимумом в другому, третьому міжребер'ї зліва від грудини, веретеноподібної форми, який проводиться на ліву половину шиї. II тон на легеневій артерії розщеплений і ослаблений.